# Чемпіон світу у важкій вазі (WWE, 2002-2013)
Чемпіон світу у важкій вазі (англ. World Heavyweight Championship) — світовий чемпіонський титул у важкій вазі, що належить федерації професійного реслінгу WWE. Був світовим титулом у WWE з 2002 по 2013 роки, поки не був об'єднаний з титулом чемпіона WWE.
Титул був створений для бренда Raw у 2002 році, після поділу на бренди між Raw та SmackDown. На «Драфтах» титул переходив з бренда на бренд, та з 29 серпня 2011 року міг захищатися на обох брендах. Титул чемпіона світу у важкій вазі був скасований на шоу TLC: Tables, Ladders & Chairs 15 грудня 2013 року, коли був об'єднаний з титулом чемпіона WWE. Новий титул отримав назву «чемпіон світу WWE у важкій вазі» і зберіг походження чемпіонства WWE. Тріпл Ейч був першим чемпіоном, а Ренді Ортон — останнім.